# Luas

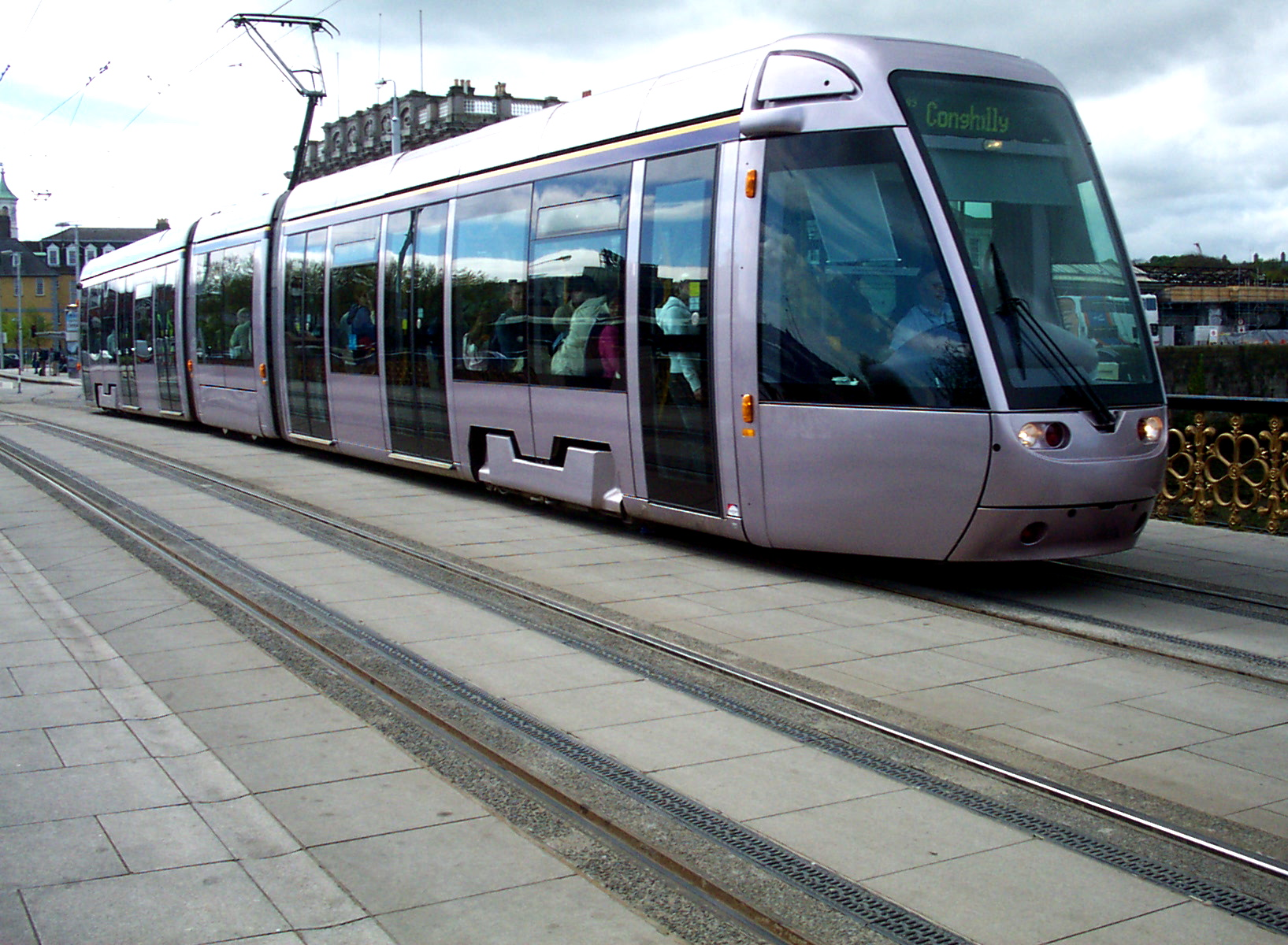
Un tramvai din sistemul Luas trecând râul Liffey

Luas (însemanând viteză în irlandeză) este un sistem de tramvai în Dublin, Irlanda. Prima linie a sistemului, linia verde, a fost deschisă pentru public pe 30 iunie 2004, iar linia roșie a fost deschisă pe 28 septembrie 2004. Acest sistem a fost dezvoltat cu țelul de a descongestiona străzile orașului, ca parte din strategia 2000-2016 a Oficiului de Transportare din Dublin. Deși sistemul este sub administrația Agenției de Procurare Feroviară (An Ghníomhaireacht um Fháil Iarnród), este operat de Connex.

## Rețea

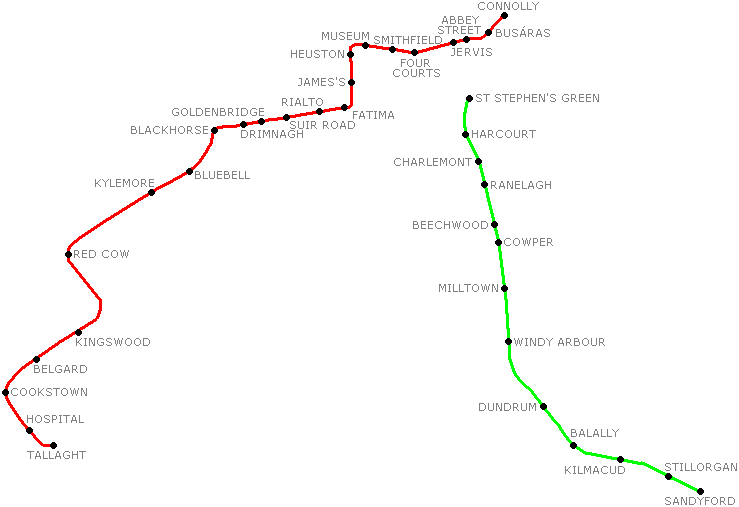
Reţeaua Luas

Sistemul este compus din două linii:
- Linia Roșie: Tallaght-Connolly
- Linia Verde: St. Stephen's Green-Sandyford

Linia roșie merge într-o direcție est-vest prin nordul orașului (Northside), și după aia trece râul Liffey, călătorind sud-vest până la suburbia Tallaght, unde este capătul liniei. Linia verde călătorește în totalitate prin sudul orașului (Southside).
Serviciile pe ambele linii sunt destul de dese, trenuri venind din cinci în cinci minute în orele de vârf și de patru ori pe oră (din 15 în 15 minute) noaptea. Ultimul tramvai pleacă de la terminus la ora 00:30 în toate zilele în afară de duminică, când ultimul tramvai este la 23:30.
Sistemul folosește șine standarde europene de lățime 1435 mm, în loc de lățimea standardă irlandeză (1600 mm). Ambele linii sunt separate - adică, nu este nici un punct de intersecție sau conecție între ele. În plus, fiecare linie are depou și infrastructură separată.

### Viitor
A fost raportat în mass media irlandeză că există un plan de €70 milioane pentru a lega cele două linii a rețelei, legătura fiind în jur de 1 km în lungime. Această legătură ar facilita transferul printre cele două linii și ar permite construirea stațiilor noi în niște poziții centrale. Sunt și planuri tentative de a extinde linia roșie în direcție estică, de la Gara Connolly, prin Centrul Internațional de Servicii Finaciare până la Depoul Point. Totuși, luând în considerare faptul că rețeaua abia să deschis în a doua jumătate a anului 2004, planurile de extensie nu vor fi începute în curând.

## Trenuri
Unitățile de tramvai de pe rețeaua Luas sunt de tip Alstom Citadis, de culoare argintie, cu o construcție aerodinamică și un design foarte modern. Viteza lor maximă este de 70 km/h pe porțiunile exclusive, deși operează la viteze mai mici când merg pe stradă în preajma traficului, ca să nu cauzele accidence cu pietonii. 
Tramvaiele de pe linia roșie au o lungime de 30 m și o capacitate de 235 de pasageri, pe când cele de pe linia verde sunt mai lungi, la 40 m și o capacitate de 358 de pasageri, incluzând două locuri pentru scaune cu rotile. Toate platformele de stații au o lungime de 50 m ca să suporte trenuri mai lungi în viitor dacă va fi cerință.

## Bilete și prețuri
Rețeaua Luas folosește un sistem de bilete tip smartcard, folosind niște cartele care au o sumă de credit pe ele și care sunt validate la stația de urcare și încă odată la stația de ieșire. Beneficiul acestui sistem este că nu trebuie să plătească pentru fiecare călătorie cu monede sau bancnote și nu trebuie să cumpere un bilet individual pentru fiecare călătorie.
Această cartelă poate fi cumpărată la o agenție de bilete Luas sau de pe internet ( Arhivat în 7 aprilie 2005, la Wayback Machine.). Cartelele se cumpără doar odată și după aceea pot fi reîncărcate. Tariful inițial este de €10, care include €3 pentru costul cartelei, €3 de credit pentru călătorii și €4 pentru un "fond de rezervă", reambursabil, care lasă pasagerii să călătorească și dacă nu au destul credit pe cartelă să facă un drum. În cazul acesta, cartela trebuie să fie reîncărcată înainte de a face altă călătorie.
Prețurile pentru călătorii într-o direcție sunt la jumătatea prețului unei călătorii retur. De exemplu, pe linia verde, prețul standard retur pentru trei sectoare de călătorie este de €3,80, deci o călătorie singură, într-o direcție, este €1,90.
Proiectul de smartcard a fost prima dată lansat în Dublin pe rețeaua Luas ca să se vadă ce rată de succes are. Această cartelă este parte din sistemul integrat de bilete din Dublin și se crede că în viitor, și rețelele de tren suburban și de autobuz vor folosi același fel de cartelă.